# Ричард де Бошан, 13-й граф Уорик
Ричард де Бошан (англ. Richard de Beauchamp; 28 (или 25) января 1382 — 30 апреля 1439) — 13-й граф Уорик с 1401, английский военачальник во время Столетней войны, сын Томаса де Бошана, 12-го графа Уорика, и Маргарет, дочери барона Уильяма Феррерса из Гроуби.

## Биография
Ричард был посвящён в рыцари на коронации Генриха IV в 1399 году, а в 1401 году унаследовал титул графа Уорика. Вскоре после этого он принял участие в боевых действиях в Уэльсе, отражая атаки Оуайна Глиндура. 22 июля 1403, на следующий день после битвы при Шрусбери он был посвящён в кавалеры Ордена Подвязки. Летом 1404 он продолжил борьбу с валлийцами на территории нынешнего Монмутшира.
В 1408 году Уорик совершил паломничество в Святую землю, где принял участие в многочисленных рыцарских турнирах. На обратном пути он посетил Восточную Европу и вернулся в Англию только в 1410 году. В том же году он был включён в королевский совет, а в 1413 году исполнял обязанности лорда-распорядителя на коронации Генриха V. В следующем году он участвовал в подавлении восстания лоллардов, после чего отправился в Нормандию в качестве капитана Кале. Также он представлял Англию на Констанцском соборе. В следующее десятилетие он длительное время сражался с французами в ходе Столетней войны, возглавлял осаду Монтаржи.
В 1419 году ему был пожалован титул графа Омальского. Примерно в это же время он был назначен королевским конюшим. Генрих V назначил Уорика ответственным за образование своего сына. Эти обязанности Ричард исполнял пока в 1437 году королевский совет не счёл их исполненными. Последние два года своей жизни Уорик прослужил в качестве лейтенанта Франции и Нормандии.
Своё завещание Ричард де Бошан составил в 1437 году, находясь в замке Кавершем в Оксфордшире. Несмотря на то, что большей частью своей собственности он не мог распоряжаться, остаток средств после выплаты долгов составил значительную сумму. Часть из неё было завещано Тьюксберийскому аббатству, церкви Святой Марии в Уорике на постройку новой часовни, а также на постройку часовен в Элмли Кастле и Гай'c Клиффе. После завершения строительства часовни в Уорике в 1475, тело Ричарда было перенесено туда, помещено в саркофаг и украшено бронзовым с позолотой надгробием.
Между 1485 и 1490 годами уорикским священником и хронистом Джоном Роузом составлена была иллюстрированная биография графа, оказывавшего ему покровительство — «Представление рождения, жизни и смерти Ричарда Бошана, графа Уорика» (англ. Pageant of the Birth, Life and Death of Richard Beauchamp Earl of Warwick).

## Семья
Первым браком, заключённым до 5 октября 1397 года, Ричард де Бошан был женат на Элизабет де Беркли, дочери Томаса де Беркли, 5-го барона Беркли, и Маргарет де Лайл. В этом браке родилось три дочери:
- Маргарита[англ.] (1404—1468), вышедшая замуж за 1-го графа Шрусбери; её праправнук Джон Дадли стал 1-м графом Уориком во второй креации.
- Элеонора (родилась в 1407), вышедшая замуж за Томаса де Роса, 9-го барона де Роса, а вторым браком за 2-го герцога Сомерсета.
- Элизабет (родилась в 1417), замужем за Джорджем Невиллом, 1-м бароном Латимером.

Вторично Ричард де Бошан женился на Изабелле ле Диспенсер, дочери Томаса ле Диспенсера, графа Глостера, и Констанции Йоркской. В этом браке родилось двое детей:
- Генри де Бошан (1425—1446), наследовавший своему отцу.
- Анна (1426—1492), замужем за Ричардом Невиллом, 16-м графом Уориком.